# Duplo

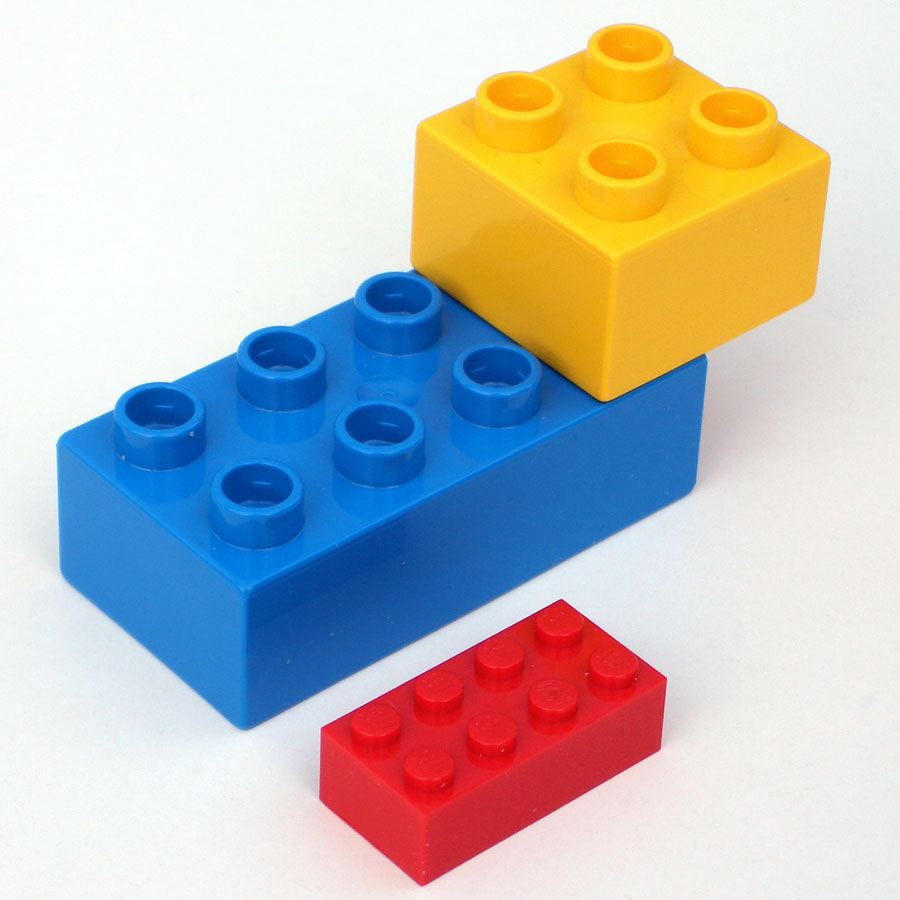
De blauwe en gele steen zijn Duplostenen

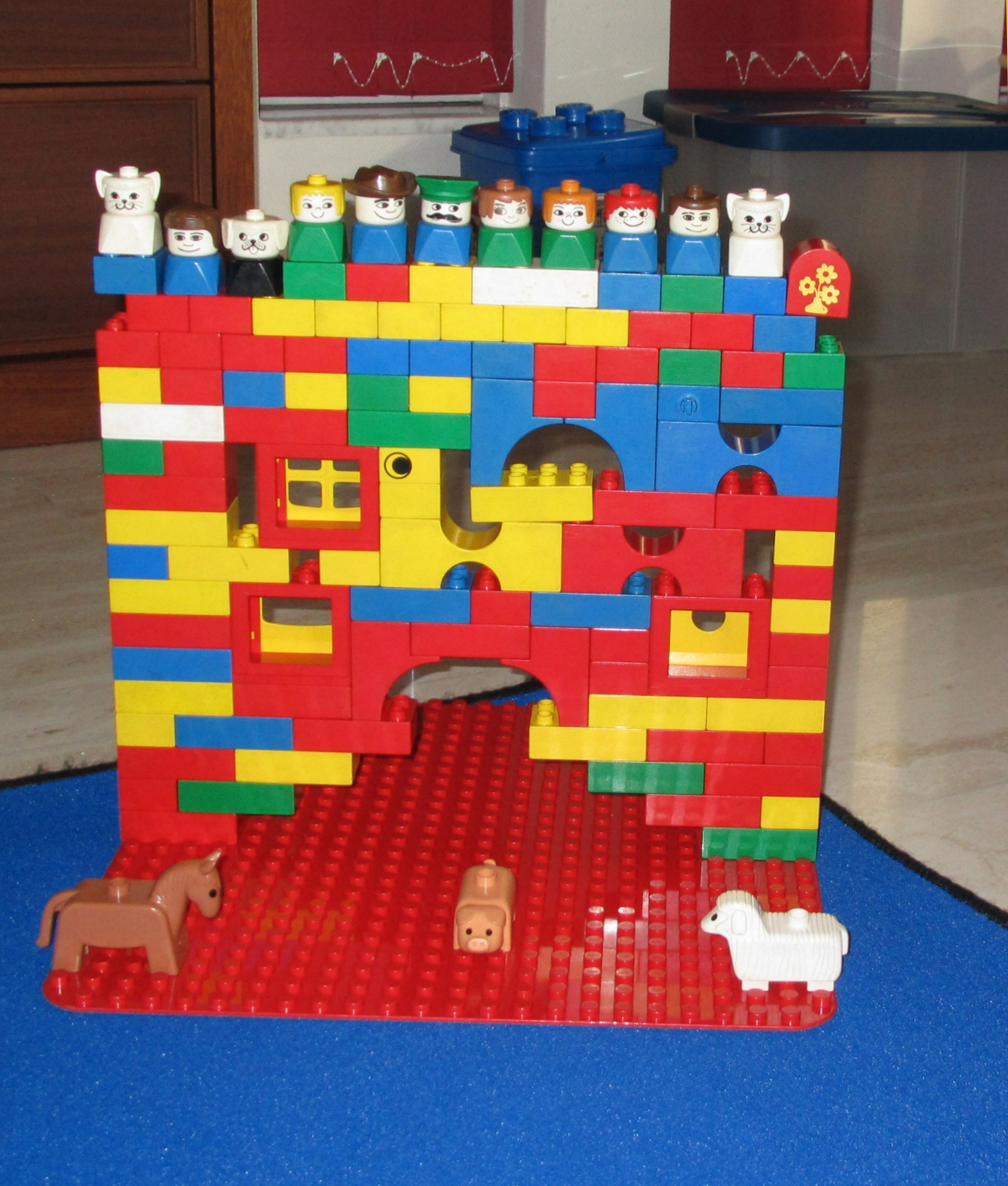
Alles hiervan is gemaakt van Duplo

Duplo is LEGO voor kleine kinderen. De lengte-, breedte- en hoogtematen van Duplo (Latijn: tweemaal) zijn tweemaal zo groot als lego, waardoor ze niet kunnen worden ingeslikt, maar bij het bouwen wel te combineren zijn met legoblokken. Net als lego hadden de Duploblokken oorspronkelijk alleen de kleuren blauw, groen, rood en geel. Later zijn er ook andere kleuren op de markt gekomen. Er bestaan onder andere treinen, (piraten)schepen, vliegtuigen, helikopters en kastelen van Duplo. In de latere series van Duplo komen bekende kinderthema's terug, zoals Winnie de Poeh, Bob de Bouwer, Dora the Explorer en Thomas de stoomlocomotief.
Voor de allerkleinsten was er Duplo met grote bolle noppen onder de naam LEGO Baby (voorheen Primo). Met Lego Baby werd in 2006 gestopt.
Duplo is in 1969 voor het eerst op de markt gebracht.